# Бергианский ботанический сад
Бергианский ботанический сад (швед. Bergianska trädgården) — ботанический сад, расположенный на севере Стокгольма, столицы Швеции.

## История
Бергианский ботанический сад основан в 1791 году на территории сада Bergielund в имении историка Бенгта Бергиуса (1723—1784) и его брата ботаника Петера Юнаса Бергиуса (1730—1790), располагавшегося на улице Karlbergsvägen в современном районе Васастаден в центре Стокгольма. После их смерти имение было передано Шведской королевской академии наук. В своё нынешнее местонахождение сад был перенесён в 1885 году при директоре Вейте Брехере Виттроке, придавшем саду его современный облик.

## Описание ботанического сада
Сад расположен на севере Стокгольма, близ Стокгольмского университета и Шведского музея естественной истории. С 1980-х годов часть ботанического сада принадлежит Стокгольмскому университету.
В саду представлено свыше 7 тысяч различных видов растений. С 1900 года в саду открыт Дом Виктории с водными тропическими растениями. Также на территории сада имеется оранжерея имени Эдварда Андерсона. Японский пруд был создан в 1991 году к 200-летней годовщине основания сада. С 2010 года в саду имеется экспозиция болотных растений.

## Бергианский профессор
По завещанию братьев Бергиусов директор ботанического сада одновременно является профессором.
- 1791—1818 — Петер Улоф Сварц
- 1823—1856 — Юхан Эмануэль Викстрём
- 1857—1879 — Нильс Юхан Андерссон
- 1879—1914 — Вейт Брехер Виттрок
- 1915—1944 — Роберт Элиас Фрис
- 1944—1965 — Карл Рудольф Флорин
- 1970—1983 — Монс Рюберг
- 1983—2001 — Бенгт Эдвард Юнселль
- 2002—н. в. — Биргитта Бремер